# دانه‌برفی بهاری
دانه برفی بهاری (نام علمی: Leucojum vernum) نام یک گونه از سرده دانه برفی است.